# 扬·让蒂
扬·让蒂（法語：Yann Genty，1981年12月26日—），生于昂甘莱班，法国男子手球运动员。他曾代表法国国家队参加2020年夏季奥林匹克运动会手球比赛，结果队伍获得一枚金牌。